# El clérigo malvado
El clérigo malvado (título original en inglés: The Evil Clergyman) es un extracto de carta de 1933 del escritor estadounidense de terror H. P. Lovecraft.

## Elaboración y publicación
Historia corta surgida de una carta de 1933 del propio Lovecraft dirigida a su amigo y escritor Bernard Austin Dwyer en la que relata un terrorífico sueño que había tenido. Aunque Lovecraft basaba frecuentemente sus relatos en sus sueños, An H. P. Lovecraft Encyclopedia señala que "es difícil decir cómo HPL habría desarrollado este escenario sobrenatural convencional".
Fue publicado póstumamente como una historia corta en la edición de abril de 1939 de la revista Weird Tales y luego reeditada por Arkham House en la colección de relatos pulp de 1943 Beyond the Wall of Sleep.
La historia fue adaptada después en la película antológica inédita de 1987 Pulse Pounders.

## Argumento
La historia comienza en el ático de una antigua casa. El compañero del narrador se refiere al antiguo dueño de la casa y al presunto final violento que le sucedió. Aconseja al narrador que no se quede después del anochecer ni toque nada, especialmente el pequeño objeto sobre una mesa, que el compañero parece temer considerablemente.
Entonces el narrador se queda solo en el ático; observa los muchos libros teológicos y clásicos, y una estantería en particular que contiene libros sobre magia. Siente una considerable curiosidad por el objeto prohibido sobre la mesa. El narrador encuentra en su bolsillo un extraño dispositivo parecido a una linterna que produce un peculiar brillo violeta. Intenta iluminar el objeto sobre la mesa con esta extraña luz, que describe como compuesta de partículas. El objeto emite un sonido crepitante como el de un tubo de vacío que chispea, y adquiere una incandescencia rojiza con una vaga forma blanca que se forma desde su centro. El narrador, sintiendo que su entorno está adquiriendo nuevas y extrañas propiedades, se da cuenta de que no está solo; el siniestro recién llegado es descrito vistiendo un atuendo clerical típico de la Iglesia Anglicana. El recién llegado comienza a tirar libros mágicos a la chimenea.
El narrador observa a otros hombres dentro de la habitación, todos vestidos con vestimenta clerical, incluido un obispo; se enfrentan al primer hombre, que alcanza el objeto sobre la mesa con una sonrisa irónica. Los otros hombres, aterrorizados, se retiran rápidamente. Entonces el hombre procede a recuperar una cuerda de un armario y lo ata en una soga como si fuera a ahorcarse. Cuando el narrador intenta intervenir, el hombre lo nota y se acerca amenazadoramente. El narrador apunta la extraña luz sobre el hombre como si fuera un arma, haciéndole caer hacia atrás por una escalera abierta.
Cuando el narrador avanza hacia el hueco de la escalera, no encuentra ningún cuerpo debajo, sino tres personas que se acercan con linternas. Dos de ellos ven al narrador y huyen gritando, dejando sólo a quien había acompañado al narrador al ático. El compañero dice que el narrador debió haber dejado el objeto solo, que interferir con él lo había alterado. En ese momento el hombre conduce al narrador a un espejo, donde no observa su propio reflejo, sino el del clérigo malvado.